# تیم جانسون (دوچرخه‌سوار)
تیم جانسون (انگلیسی: Tim Johnson؛ زادهٔ ۵ اوت ۱۹۷۷) دوچرخه‌سوار اهل ایالات متحده آمریکا است.